# 36. Division (Japanisches Kaiserreich)
Die 36. Division (jap. 第36師団, Dai-sanjūroku Shidan) war eine Division des Kaiserlich Japanischen Heeres, die 1939 aufgestellt und 1945 aufgelöst wurde. Ihr Tsūshōgō-Code (militärischer Tarnname) war Schnee-Division (雪兵団, Yuki-heidan) bzw. Yuki 3520 bzw. Yuki 3521.

## Geschichte der Einheit
Die 36. Division wurde, ebenso wie die 32., 33., 34., 35. und 37. Division, am 7. Februar 1939 als Typ B „Standard“ Division als Triangulare Division aufgestellt. Unter dem Kommando von Generalleutnant Mai Den’o wurde die Division aus der 36. Infanterie-Brigade (222., 223. und 224. Regiment) sowie der 36. Tanketten-Kompanie, dem 36. Gebirgsartillerie-Regiment und dem 36. Pionier- und Transport-Regiment gebildet. Das Hauptquartier der ca. 20.000 Mann starken Division lag in Hirosaki, Kaiserreich Japan.

### Zweiter Japanisch-Chinesischer Krieg
Die Division wurde im Mai 1939 nach ihrer Aufstellung auf den Kriegsschauplatz des Zweiten Japanisch-Chinesischen Krieges verschifft und unterstand dort der 1. Armee. Ihr Haupteinsatzgebiet war in der Provinz Shanxi, wo sie als Garnisonseinheit im Hinterland zur Partisanenbekämpfung eingesetzt wurde und bis November 1943 verblieb.
Im Oktober 1943 begann, wie bei vielen anderen japanischen Einheiten, eine Phase der Umgruppierung der Division. Die Division wurde zu einer sogenannten Regiments-Kampfgruppen-Division umgewandelt. Das 36. Gebirgsartillerie- und Pionier-Regiment wurde aufgelöst und gleichmäßig auf die Infanterie-Regimenter verteilt, um diese selbstständig einsetzen zu können. Gleichzeitig wurde die Division für amphibische Kriegsführung trainiert, für dessen Zweck ihr eine See-Transport-Einheit zugeteilt wurde. Des Weiteren wurde die Tanketten-Kompanie aufgelöst und durch eine Panzer-Einheit mit Typ 95 Ha-Gō ersetzt.
Im November 1943 erfolgte die Verlegung nach Shanghai, wo sie für ihre Verschiffung nach Neuguinea vorbereitet wurde, um dort der 2. Armee unterstellt zu werden.

### Pazifikkrieg

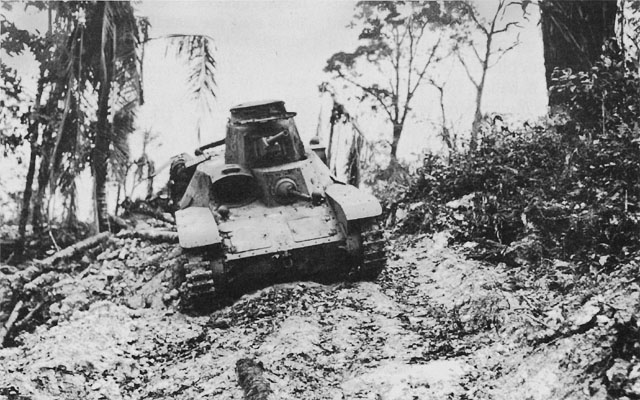
Kampfunfähiger Typ 95 Ha-Gō-Panzer der 36. Panzer-Einheit auf Biak

Anfang 1944 befahl das Daihon’ei Verstärkungen in den Südwestpazifik zu verlegen, um dem alliierten Vormarsch zu begegnen. Dazu schiffte sich die 36. Division in Shanghai ein und erreichte über einen Zwischenstopp in Halmahera die Nordwestküste Neuguineas.
Das 222. Regiment und die Panzer-Einheit wurden auf die Insel Biak verlegt, wo sie die dort stationierten 8000 Japaner verstärkten. In der darauffolgenden Schlacht um Biak im August 1944 und dem anschließenden Rückzug ins Innere der Insel wurde das Regiment und die Typ 95 Ha-Gos vernichtet.
Die Reste der Division wurden südlich von Biak auf Neuguinea ausgeschifft. Im April 1944 landeten US-amerikanische Truppen bei Aitape und drängten die Japaner immer weiter zurück. Durch die abgeschnittenen Versorgungswege über See und Luft reduzierte sich die Kampfkraft der Division und führte zu ca. 5000 Mann Verlusten durch Hunger und Krankheiten. Nur noch sporadischen Widerstand leistend harrten die Überlebenden bis September 1945 aus. Die 36. Division wurde kurz darauf aufgelöst und die überlebenden Soldaten nach der Kapitulation  nach Japan gebracht.

## Gliederung

### 1939
Im Februar 1939 erfolgte die Aufstellung als Triangulare Typ B „Standard“ Division wie folgt:
- Stab (350 Mann)
  - Stab 36. Infanterie-Brigade (90 Mann)
    - 222. Infanterie-Regiment (3845 Mann)
    - 223. Infanterie-Regiment (3845 Mann)
    - 224. Infanterie-Regiment (3845 Mann)

  - 36. Tanketten-Kompanie (100 Mann)
  - 36. Gebirgsartillerie-Regiment (3500 Mann; 36 Typ 41 75-mm-Gebirgsgeschütze)
  - 36. Pionier-Regiment (956 Mann)
  - 36. Signal-Einheit (240)
  - 36. Transport-Regiment (1810 Mann)
  - 36. Versorgungs-Kompanie (110 Mann)
  - 36. Feldhospital (3× 250 Mann)
  - 36. Wasserversorgungs- und -aufbereitungs-Einheit (235 Mann)
  - 36. Veterinär-Hospital (114 Mann)

Gesamtstärke: 19.790 Mann

### 1943
Im Oktober 1943 erfolgte die Umstellung zu einer sogenannten Regiments-Kampfgruppen-Division. Das 36. Gebirgsartillerie-Regiment wurde aufgelöst und gleichmäßig auf die Infanterie-Regimenter verteilt, um diese selbstständig einsetzen zu können. Gleichzeitig wurde die Division für amphibische Kriegsführung trainiert, für dessen Zweck sie eine See-Transport-Einheit zugeteilt bekam.
- Stab
  - Stab 36. Infanterie-Brigade
    - 222. Infanterie-Regiment
    - 223. Infanterie-Regiment
    - 224. Infanterie-Regiment

  - 36. Panzer-Einheit (6× Typ 95 Ha-Gō)
  - 36. Signal-Einheit
  - 36. Transport-Einheit
  - 36. See-Transport-Einheit
  - 36. Versorgungs-Kompanie
  - 36. Feldhospital
  - 36. Wasserversorgungs- und -aufbereitungs-Einheit

## Führung
Divisionskommandeure
- Mai Den’o (舞 伝男), Generalleutnant: 9. März 1939 bis 1. August 1940
- Iseki Mitsuru (井関 仭), Generalleutnant: 1. August 1940 bis 28. Februar 1943
- Okamoto Yasuyuki (岡本 保之), Generalleutnant: 28. Februar 1943 bis 1. Oktober 1943
- Tagami Hachirō (田上 八郎), Generalleutnant: 1. Oktober 1943–1945